# Pulas stadsmurar
Pulas stadsmurar (kroatiska: Pulske gradske zidine, italienska: Mura cittadine di Pola) är en kulturminnesmärkt, äldre och i mindre sektioner bevarad stadsmur i Pula i Kroatien. Idag finns två sektioner av den östra delen av den forna antika stadsmuren bevarade.

## Historik och beskrivning
Pula blev tidigt en befäst stad och under antiken var staden omgärdad av en stadsmur som under århundradena ändrade skepnad till följd av rivning, till- och ombyggnad. Stadsmuren omslöt höjden där Pulaborgen idag ligger och hela den dåtida staden rymdes innanför murarna. Av de omkring tio stadsportarna som ledde in i det romerska Pula finns två bevarade än idag: Dubbelporten och Herkulesporten. Till följd av befolkningstillväxt expanderade staden senare utanför stadsmuren och i samband med den allt mer tilltagande urbanisering i början av 1800-talet lät myndigheterna riva stora delar av konstruktionen för att underlätta stadens kommunikationer och fortsatta expansion. Idag kvarstår två sektioner: en sektion mellan Dubbelporten och Herkulesporten samt en kortare sektion mellan Sergiusbågen och stadsteatern.     